# 史坦林·諾斯
湯瑪斯·史坦林·諾斯（英語：Thomas Sterling North，1906年11月4日—1974年12月21日），美國文學作家。日本經典動畫《浣熊拉斯卡爾》正是由其知名著作《我昔日的拉斯卡爾》所改編而成。

## 人物
史坦林生於威斯康辛州的農村家庭，十幾歲時因罹患小兒麻痺而影響了其中一條腿。1929年從芝加哥大學休學，爾後從事於《芝加哥每日新聞》、《紐約電報》、以及《紐約太陽報》的記者工作，負責文學領域。而私生活部份，有一名妻子葛蕾蒂絲·布坎南（Gladys Buchanan）。且在1929年出刊了他的第一本小說作品。1940年，被稱為諷刺且粗俗的漫畫。
1963年，以回憶錄形式出刊了《拉斯卡爾》（Rascal），並榮獲紐伯瑞獎最暢銷獎得主。1969年，該作品被拍攝成電影，1977年，日本的「可爾必思劇場」將其改編製作成動畫《浣熊拉斯卡爾》，並在日本國內播放了一年的時間。
1974年12月21日，在紐澤西州摩里斯郡的一家療養院去世，享年68歲。